# SEAT Fura
SEAT Fura — це суперміні-автомобіль, який випускався іспанським виробником автомобілів SEAT між 1981 і 1986 роками на базі Fiat 127, який виготовлявся компанією з квітня 1972 року.
Коли термін дії ліцензії на 127 закінчився, SEAT був змушений розробити нову версію з новою назвою, яка була представлена наприкінці 1981 року для 1982 модельного року.  Він був доступний у трьох і п’ятидверних варіантах кузова хетчбек . Продажі почалися в січні 1982 року.
Двох і чотиридверні седани Fiat 127 були припинені. Fura ніколи не була доступна з більшим агрегатом об’ємом 1010 куб.см, який можна було побачити в SEAT 127, але вона отримала п’ятиступінчасту механічну коробку передач у стандартній комплектації.
 

Після рестайлінгу 1983 року був представлений SEAT Fura Dos (два): він мало чим відрізнявся від свого попередника, головним чином меншими фарами та покажчиками повороту. Випуск першого покоління SEAT Ibiza у квітні 1984 року зробив автомобіль значною мірою зайвим. 

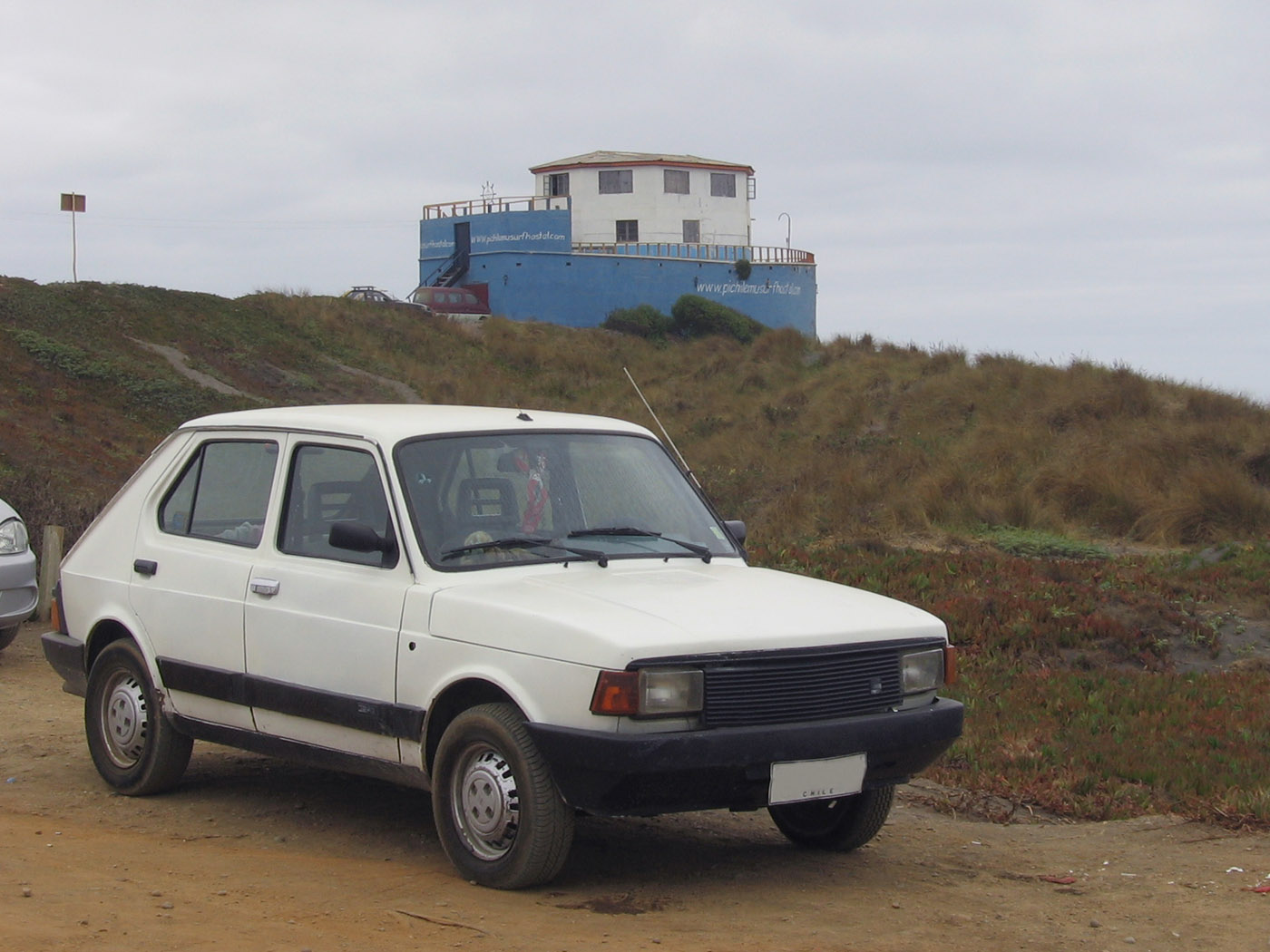
5-дверна SEAT Fura Dos
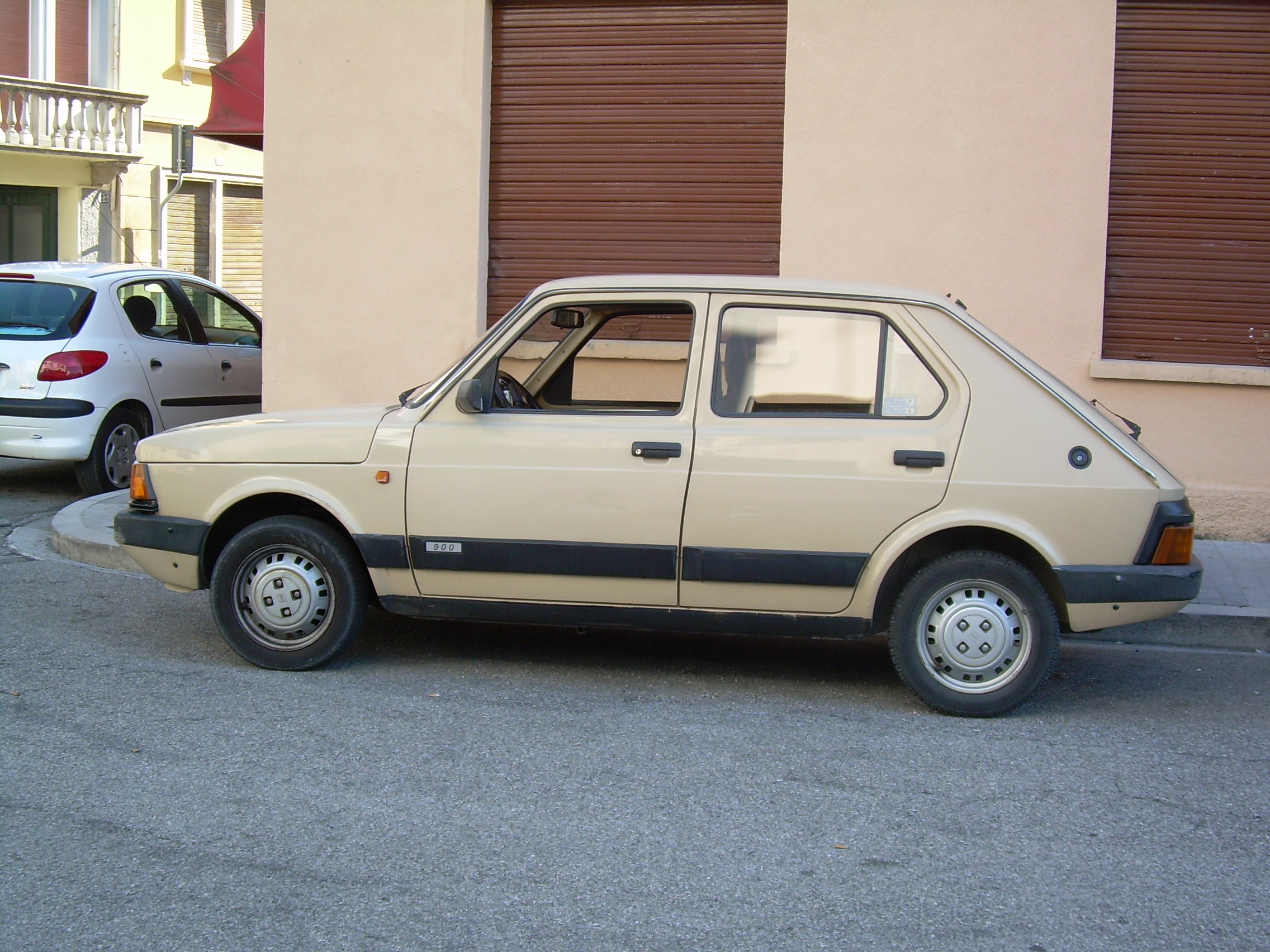
5-дверна SEAT Fura Dos
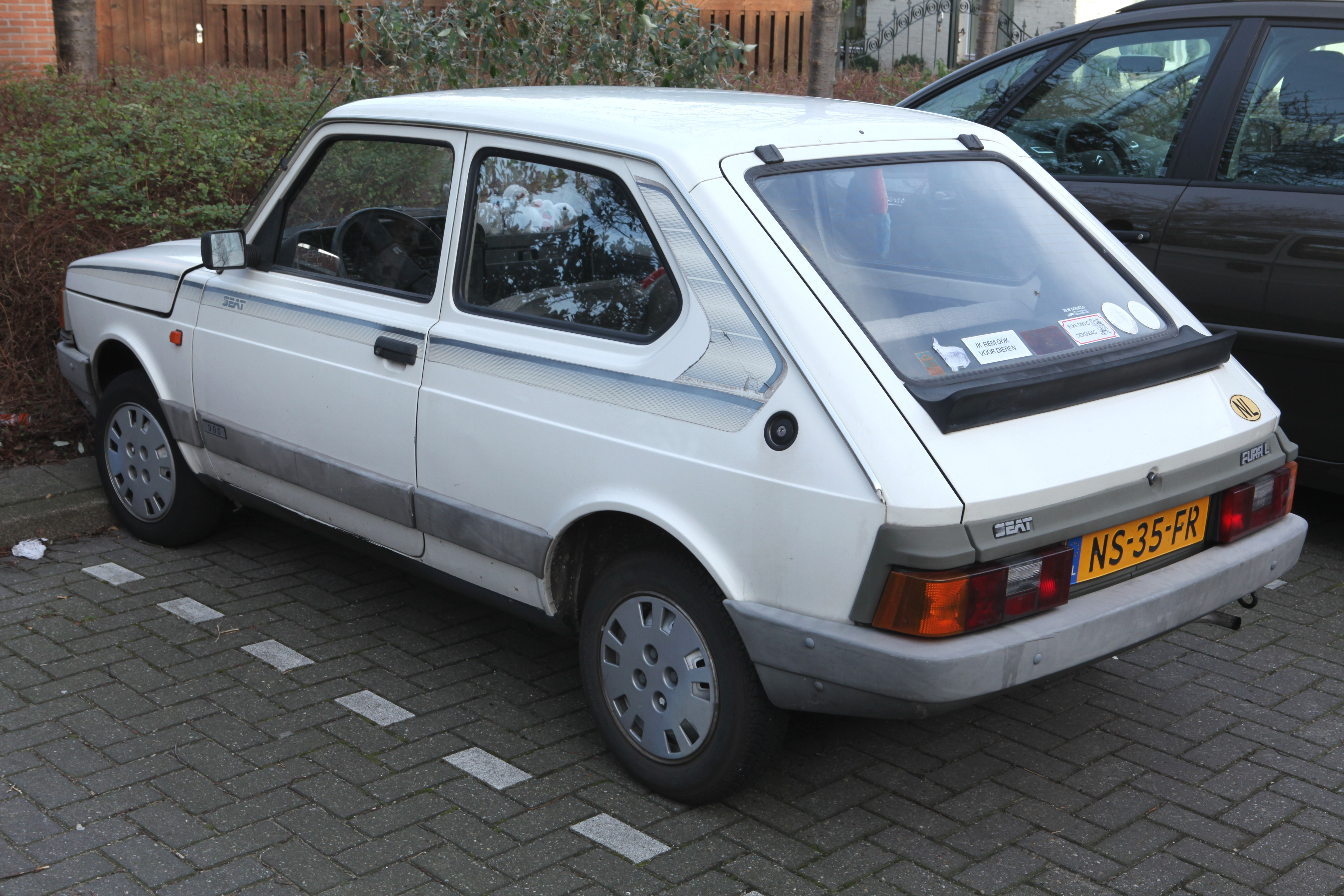
3-дверна SEAT Fura Dos

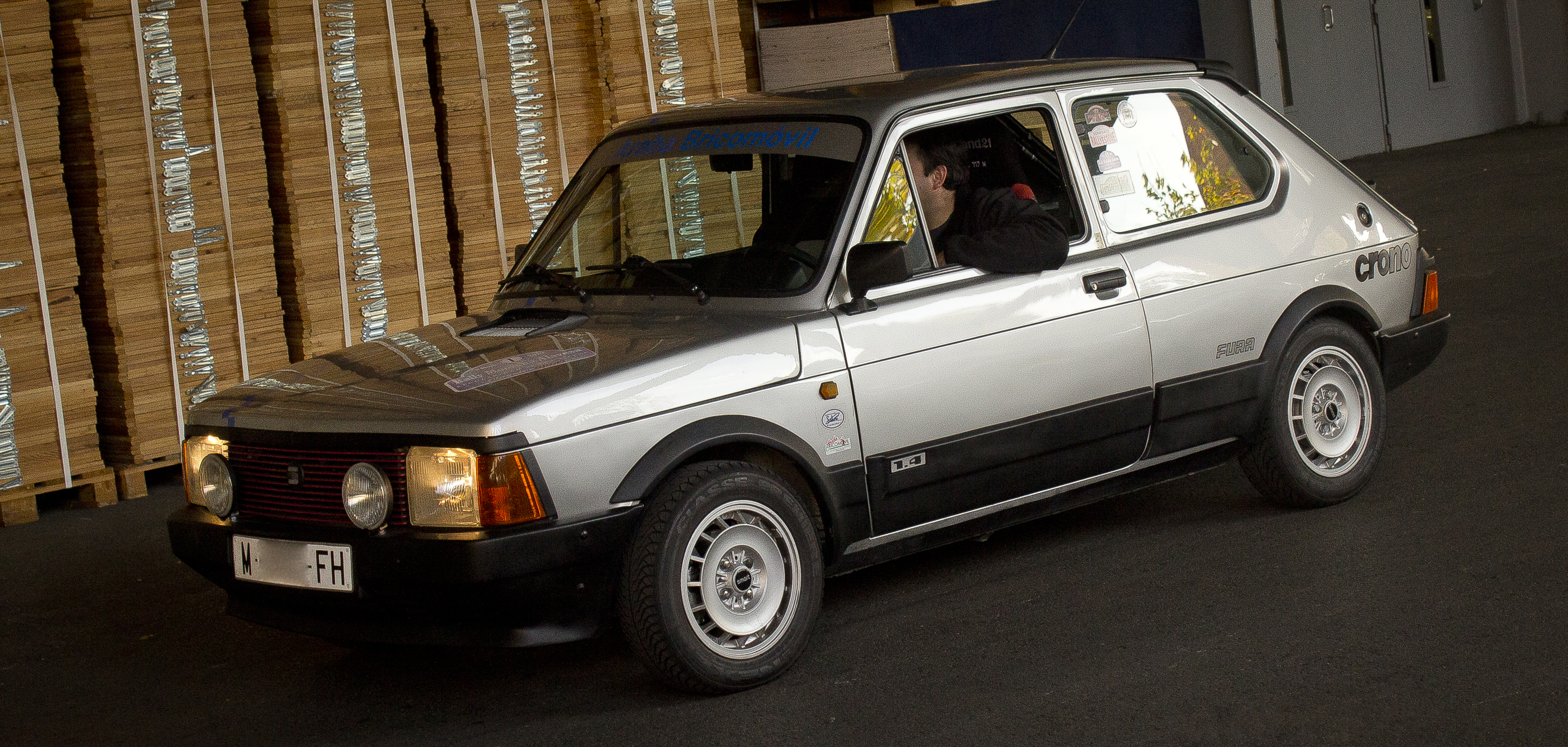
1983 SEAT Fura Crono

Трохи більше року ці два компактні хетчбеки конкурували між собою, але дещо застаріла Fura була офіційно знята з виробництва в грудні 1986 року.  Гарячий хетч під назвою Fura Crono був представлений на початку 1983 року.
Оснащений спойлерами спереду та ззаду, а також подвійними протитуманними фарами спереду та унікальними 13-дюймовими легкосплавними колісними дисками, він оснащувався чотирициліндровим двигуном об’ємом 1438 куб.см потужністю 75 кінських сил (56 кВт).  Подвійний карбюраторний двигун, такий же, як і в Fiat/SEAT 124, забезпечив максимальну швидкість 160 км/год, а розгін до 100 км/год займає 10,8 секунди. 

## Ліцензійне виробництво
Автомобіль також збирався NASR у Каїрі під назвою Nasr Super Fura.

## Автоспорт
SEAT Fura Crono використовувався в серії ралі Copa Fura one make, яка була започаткована в 1983 році та припинена в 1985 році.  Автомобілі були налаштовані Abarth і виробляли 90 к.с. (66 кВт).